# Монченизио
Монченизио (итал. Moncenisio) — коммуна в Италии, располагается в регионе Пьемонт, в провинции Турин.
Население составляет 45 человек (2008 г.), плотность населения составляет 12 чел./км². Занимает площадь 4 км². Почтовый индекс — 10050. Телефонный код — 0122.
Покровителем коммуны почитается святой Георгий, празднование в первое воскресение апреля.

## История
Первые истоки указывают на XVI век, когда через город проходил важный торговый маршрут с Францией. Население помогало торговцем переходить через горы, предоставляло проводников и транспорт. В период максимального развития в районе 1800 года, в городе было построено 4 отеля, а население достигало 300 человек. В 1803—1811 годах, по приказу Наполеона I, была построена торговая дорога, которая сейчас является SS25. Монченизио оказался отрезанным от нового торгового маршрута.

## Демография
Динамика населения:

## Администрация коммуны
- Официальный сайт: http://www.comune.moncenisio.to.it/